# Baudotcode

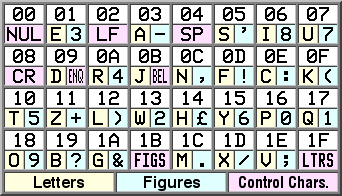
Tabel van ITA2-codepunten (hexadecimaal)

De baudotcode is een door Émile Baudot ontworpen codering, die wordt gebruikt om informatie op een automatische wijze via een lijnverbinding over te dragen, aanvankelijk met de hand op een toetsenbord met vijf toetsen en naderhand door middel van een op de typemachine gebaseerd toetsenbord op telexmachines. Het systeem was een opvolger van de morsecode en maakte het mogelijk om tot vier berichten gelijktijdig over één lijn te verzenden. De allereerste apparatuur waarmee berichten volgens het systeem van Baudot konden worden verzonden werkte als volgt: vier operators stonden rond een tafel waaroverheen een arm mechanisch ronddraaide over een aantal contacten. Alle vier de operators hadden een toetsenbord waarop met de vingers van de linkerhand twee en met de vingers van de rechterhand drie toetsen konden worden bediend. Deze toetsen waren verbonden met de contacten op de tafel waarover de arm bewoog. Iedere operator kon de toetsencombinatie voor één letter instellen zolang de arm niet over zijn kant van de tafel bewoog. Op deze manier werd een tijdwinst geboekt, waardoor de berichten sneller konden worden verzonden dan met de gangbare morsecode. De baudotcode was geoptimaliseerd naar het gebruik van het toetsenbord, zodat de meest voorkomende letters konden worden ingesteld met zo eenvoudig mogelijke bewegingen van de vingers. Later gingen de ontwikkelingen verder.
Voor het overbrengen van morseberichten waren getrainde marconisten nodig en de snelheid was beperkt. In eerste instantie werden morseschrijvers ingezet, waarmee men de ontvangen code op een smalle papierstrook liet schrijven. Toch was nog steeds een persoon nodig om de punten en strepen om te zetten naar leesbare tekst.
Men ging op zoek naar mogelijkheden om dit proces te automatiseren. Tegelijk met de ontwikkeling van de typemachine werd een systeem bedacht om automatisch de toetsaanslagen in een code om te zetten, die vervolgens via de bestaande telegrafie-bedrading naar een ander telegrafie-station overgebracht kon worden. De aangepaste typemachines werden telex genoemd, of in het Engels teletype, om aan te geven dat op afstand werd getypt. Op dit moment was de grond voor de indeling van de originele baudotcode niet meer relevant. De code werd aangepast om een zo goed mogelijk gebruik te kunnen maken van de bandbreedte van de lijnverbinding. De nieuwe code werd murraycode genoemd.
Cruciaal was het gebruik van de telegrafie-bekabeling, omdat dit netwerk reeds zeer uitgebreid voorhanden was. Om de letters van het alfabet om te zetten, maakte men gebruik van een vijfbits code. Elke letter kreeg een eigen vijfbits code, zodat met de 26 letters ook 26 codes in gebruik waren, waarbij er dus zes codes overbleven (25=32). Om ook cijfers over te kunnen sturen, moest men een truc bedenken: twee extra codes werden toegewezen om van letters naar cijfers om te schakelen en terug. Bovendien kon men zo meer lettertekens overbrengen.
Er bestaan verschillende varianten van de baudotcode, onder andere voor cyrillisch schrift. Door het grotere aantal letters in het cyrillisch alfabet moesten meerdere shifts worden gebruikt dan de twee die in de baudot- of murraycode bestaan.

## De oorspronkelijke baudotcode (CCITT-1)
De oorspronkelijke baudotcode (later bekend onder de naam International Telegraph Alphabet No. 1 (ITA1), CCITT-1) werd door Émile Baudot in 1870 ontworpen voor gebruik in combinatie met een toetsenbord met vijf toetsen, waarbij de linkerwijs- en middelvinger en de rechterwijs-, middel- en ringvinger werden gebruikt om de combinaties te maken. De snelheid van deze vorm van communicatie kon tot 180 tekens per minuut bedragen.
Baudots telegraafsysteem werd in 1875 door de Franse overheid aangenomen. Na de eerste geslaagde proeven op de lijn Parijs-Bordeaux in november 1877 breidde het succes ervan zich over Oost- en Midden-Europa uit. De bijzondere tekens in de tekentabel sloten niet aan op de behoeften van andere telegraafdiensten, waardoor nationale varianten ontstonden. De (basis)letters en cijfers behielden echter in alle varianten hun positie.
Tegenover de handmatige codering met behulp van een toetsenbord stond een automatische decodering, waarbij de ontvangen tekens op een strook papier werden afgedrukt. Dit was met de indertijd ter beschikking staande techniek mogelijk omdat alle tekens dezelfde lengte (vijf bits) hebben. Voor morsetekens was zoiets veel complexer, omdat morsetekens een variabele lengte hebben.
De nummering van de toetsen op het toetsenbord was 4 5 1 2 3. Ingedrukte toetsen zijn aangegeven met "o", niet-ingedrukte toetsen met "."

## De murraycode (CCITT-2)

### Toetsenbord
De Brit Donald Murray ontwikkelde omstreeks 1901 een toetsenbord vergelijkbaar met dat van de schrijfmachine, waarmee de tekens sneller en eenvoudiger konden worden gecodeerd. Ieder teken kon nu met een enkele toetsaanslag op een ponsband worden gecodeerd. De ponsband kon vervolgens door een ander apparaat worden gelezen en verzonden. De apparaten van Murray waren voor die tijd zeer snel. Zo werd tijdens een test bij de Britse posterijen in 1908 een snelheid van 1260 tekens per minuut gehaald. De apparaten van Murray zijn te beschouwen als voorlopers van de telexmachines, die met een alfanumeriek toetsenbord en een afdrukrol werken.
| code       | letters                               | cijfers/leestekens                    |
| ---------- | ------------------------------------- | ------------------------------------- |
| 00011 (03) | A                                     | -                                     |
| 11001 (25) | B                                     | ?                                     |
| 01110 (14) | C                                     | :                                     |
| 01001 (09) | D                                     | WRU?                                  |
| 00001 (01) | E                                     | 3                                     |
| 01101 (13) | F                                     | voor nationaal gebruik                |
| 11010 (26) | G                                     | voor nationaal gebruik                |
| 10100 (20) | H                                     | voor nationaal gebruik                |
| 00110 (06) | I                                     | 8                                     |
| 01011 (11) | J                                     | BEL                                   |
| 01111 (15) | K                                     | (                                     |
| 10010 (18) | L                                     | )                                     |
| 11100 (28) | M                                     | .                                     |
| 01100 (12) | N                                     | ,                                     |
| 11000 (24) | O                                     | 9                                     |
| 10110 (22) | P                                     | 0                                     |
| 10111 (23) | Q                                     | 1                                     |
| 01010 (10) | R                                     | 4                                     |
| 00101 (05) | S                                     | '                                     |
| 10000 (16) | T                                     | 5                                     |
| 00111 (07) | U                                     | 7                                     |
| 11110 (30) | V                                     | =                                     |
| 10011 (19) | W                                     | 2                                     |
| 11101 (29) | X                                     | /                                     |
| 10101 (21) | Y                                     | 6                                     |
| 10001 (17) | Z                                     | +                                     |
| 01000 (08) | CR                                    | CR                                    |
| 00010 (02) | LF                                    | LF                                    |
| 00100 (04) | spatie                                | spatie                                |
| 11111 (31) | Overschakelen naar letters            | Overschakelen naar letters            |
| 11011 (27) | Overschakelen naar cijfers/leestekens | Overschakelen naar cijfers/leestekens |
| 00000 (00) | niet in gebruik                       | niet in gebruik                       |

### Code
Murray behield de opdeling in blokken, maar wijzigde de tabel zodanig dat voor vaak gebruikte letters zoals de "E" en de "T" zo min mogelijk signaalveranderingen op de lijn nodig waren. Hierdoor sleten de mechanische componenten minder, waardoor het onderhoud minder was. Murray voegde ook een code in om naar een nieuwe regel te springen. Dit was nodig omdat de nieuwe machines het bericht op een blad afdrukten en niet meer op een strook.
De tekens anders dan A-Z en 0-9 in de murraycode zijn, net als bij de baudotcode het geval was, in de loop der tijd gewijzigd. De codes voor omschakeling tussen letters en cijfers werden gescheiden van de code voor een "leeg" teken. Voor bladschrijvers werden afzonderlijke codes gedefinieerd voor de wagenterugloop en het verspringen naar een nieuwe regel. Er kwam ook een speciale code voor het opstarten van een automatische identificatie bij het tegenstation, het zogenaamde "WRU?"-teken (Who are you?). Een belcode liet bij het tegenstation de bel overgaan.
In 1932 werd de code door de CCITT aangenomen onder de naam Internationaal Telegrafiealfabet Nr. 2 (afgekort CCITT-2 of ITA2). Een aantal tekens werd voor nationale tekens vrijgehouden. Nederlandse telexmachines hadden bijvoorbeeld het ƒ-teken voor het afdrukken van bedragen in guldens.
In de tabel komt een "0" in de code overeen met een gaatje in de ponsband, een "1" is géén gaatje. Op de ponsband stonden de gaatjes ten opzichte van de tabel bovendien van rechts naar links. Tussen de tweede en de derde positie zaten kleinere gaatjes die dienden voor het papiertransport. Op de ponsband zag de tekst "ABCDE" er dan ook zó uit (van boven naar beneden lezen):
```
 oo:
 o : oo
  o:oo
 o : o
 o :
```

De ongebruikte code "00000" werd als correctieteken gebruikt. Omdat eenmaal geponste gaten niet meer kunnen worden veranderd was dit praktisch: de band werd na een fout getypt teken handmatig één positie teruggezet en op die positie werden alle vijf gaten geponst.

### Gebruik
De CCITT-2 codering werd de standaard in het telexverkeer. Tevens werd de oorspronkelijke synchrone datatransmissie, die vereist dat de zendende en de ontvangende partij op ieder moment synchroon lopen, door asynchrone datatransmissie vervangen. Daartoe worden voor ieder teken start- en stopbits toegevoegd waarmee het mogelijk wordt voor ieder te ontvangen teken opnieuw te synchroniseren. De telexmachines draaiden op een constante snelheid van 400 à 600 tekens per minuut. De exacte snelheid was afhankelijk van het specifieke telexnetwerk.
De CCITT-2 codering werd later nog aangepast. In de Sovjet-Unie werd in 1963 de МТК-2-variant ingevoerd waarin naast het Latijnse alfabet ook de cyrillische letters aanwezig zijn. Aangezien zo meer tekens ontstonden dan de standaardcodering kan weergeven werd naast de standaardkolommen "letters" en "cijfers/leestekens" een extra verzameling tekens geïntroduceerd. Overschakelen naar deze verzameling gebeurde met de code "00000", die normaal gesproken niet in gebruik was. Een soortgelijke aanpassing werd ook gebruikt om bijvoorbeeld naast de "gewone" letters ook Griekse letters te kunnen verzenden. Met name in de Verenigde Staten werden ook binnen de verschillende netwerken licht afwijkende indelingen gebruikt.

### Voorbeeld
|   |   |   |   |   | W | W | W | W | W | W | W |   |   |   | I | I | I | I | I | I | I | K | K | K | K | K | K | K |   |   | I | I | I | I | I | I | I |
| - | - | - | - | - | - | - | - | - | - | - | - | - | - | - | - | - | - | - | - | - | - | - | - | - | - | - | - | - | - | - | - | - | - | - | - | - | - |
| 0 | 0 | 0 | 0 | 0 | 1 | 1 | 0 | 0 | 1 | 1 | 0 | 0 | 0 | 0 | 1 | 0 | 0 | 1 | 1 | 0 | 0 | 1 | 0 | 1 | 1 | 1 | 1 | 0 | 0 | 0 | 1 | 0 | 0 | 1 | 1 | 0 | 0 |